# Kai Kahele
Kaiali'i Kahele dit Kai Kahele, né le 28 mars 1974 sur l'île d'Hawaï, est un homme politique américain. Membre du Parti démocrate, il est élu au Sénat d'Hawaï en 2016 puis à la Chambre des représentants des États-Unis en 2020.

## Biographie

### Famille et carrière professionnelle
Kai Kahele est hawaïen.
À la sortie du lycée, ses parents lui offrent des cours d'aviation ; sa famille comptant plusieurs pilotes. Alors qu'il est étudiant à l'université d'Hawaï à Mānoa, il pilote des avions touristiques. Une fois diplômé, il rejoint la garde nationale aérienne d'Hawaï et sert en Afghanistan et en Irak. Il devient par la suite major et enseigne le pilotage de C-17 Globemaster. Il est promu lieutenant-colonel en 2019.
Parallèlement à l'armée, Kai Kahele est pilote pour Hawaiian Airlines. Son épouse est hôtesse de l'air de la même compagnie. Ils ont ensemble trois filles.

### Carrière politique
En février 2016, Kai Kahele est nommé au Sénat d'Hawaï par le gouverneur David Ige à la suite du décès de son père Gil Kahele. Il représente le 1er district sénatorial, autour de la ville d'Hilo. Il est élu pour un mandat complet en novembre 2016 et réélu en 2018. Au Sénat, il dirige la majorité démocrate et préside la commission sur l'eau et la terre.
En décembre 2018, Kai Kahele annonce sa candidature à la Chambre des représentants des États-Unis pour succéder à Tulsi Gabbard, candidate à la présidence et souvent absente du district. Il réunit de nombreux soutiens avant même que la démocrate sortante annonce qu'elle ne se représente pas dans le 2e district d'Hawaï. Il remporte la primaire démocrate avec environ trois quarts des voix en août 2020. En novembre, il est élu représentant des États-Unis avec environ 58 % des voix face au républicain Joe Akana (28 %).
En 2022, il choisit de ne pas se représenter pour un second mandat à la Chambre des représentants et de présenter sa candidature pour le poste de gouverneur d'Hawaï. Avec 15 % des suffrages, il termine troisième de la primaire démocrate derrière le lieutenant-gouverneur Josh Green (62,9 %) et l'ancienne Première dame de l'État Vicky Cayetano (20,9 %).

## Positions politiques
Kai Kahele est un démocrate progressiste. Il soutient notamment une couverture santé universelle et le Green New Deal.